# OpenBSD Foundation
A OpenBSD Foundation é uma organização sem fins lucrativos federal Canadense fundada pelo projeto OpenBSD como um "ponto único de contato para indivíduos e organizações buscando uma entidade legal com o desejo de suporta o OpenBSD". Também server para guardar os direitos legais de outros projetos afiliados ao OpenBSD incluindo OpenSSH, OpenBGPD, OpenNTPD, OpenCVS, OpenSMTPD, LibreSSL e mandoc.
Foi anunciada ao público pelo desenvolvedor do OpenBSD Bob Beck, em 25 de Julho de 2007.

## Ligações Externas
- Sítio Oficial
- Estatuto